# Geneviève Manceron
Pour les articles homonymes, voir Manceron.
Geneviève Manceron, née le 7 avril 1906 à Cherbourg et morte le 17 juillet 1994 à Groslay, est une romancière et traductrice français, auteur de roman policier. Elle a publié plusieurs romans d'espionnage sous le pseudonyme Bruno Bax.

## Biographie
Geneviève Manceron est la petite-fille du vice-amiral Henri-Louis Manceron, la grande sœur de l'écrivain Claude Manceron et la tante de l'historien Gilles Manceron. 
Son père, Henry Eugène Manceron, un officier de Marine, est nommé en février 1906 à la Majorité Générale du port de Cherbourg. Sa mère, une Grecque de Turquie, est venue en France pour épouser ce jeune officier de Marine. Le couple s'installe à leur arrivée à Cherbourg, au 24, rue Victor-Hugo, dans une maison meublée de sept pièces où Geneviève Manceron est née un samedi, veille du dimanche des Rameaux.
Le 15 février 1907, Henry Manceron est nommé à Brest où toute la famille réside jusqu'à septembre 1908. Le jeune officier est ensuite affecté au commandement d'un torpilleur de la flottille de la Manche qui relâche à Cherbourg et Dunkerque et la famille s'installe près de cette dernière ville côtière jusqu'en 1910. En raison d'une nouvelle nomination du père, elle déménage près de Toulon jusqu'à la fin de la Première Guerre mondiale. En 1920, la famille se rend à Berlin, car Henry Manceron fait partie de la Commission d'armistice. Après cette date, la famille vit à Paris, et Geneviève Manceron fait ses études à Sainte-Croix de Neuilly, avant d'entrer à la Sorbonne pour une licence de lettres.
En 1928, elle abandonne ses études et travaille au journal Optima, puis chez Hachette de janvier 1930 à janvier 1931. D'octobre 1931 à août 1932, elle devient gouvernante en Tunisie, puis passe six semaines à Deauville. En 1933, elle reprend ses études à la Sorbonne, cette fois en littérature comparée, puis séjourne en Angleterre à nouveau comme gouvernante. En octobre 1934, elle entre comme rédactrice au journal L'Ordre, puis collabore au magazine hebdomadaire Marianne.
En mai 1939, elle est professeur au château de la Guette, près de La Bourboule, dans un internat accueillant des enfants juifs austro-allemands recueillis par la Baronne de Rothschild. Pendant toute la durée de la Seconde Guerre mondiale, elle s'occupe de ces enfants qu'elle s'efforce de répartir dans des familles, ne pouvant toujours éviter que certains soient déportés. Elle participe également à la Résistance.
À la Libération, elle entre au journal communiste Ce soir où elle se lie d'amitié avec plusieurs intellectuels et, en particulier, avec Louis Aragon. Compagnone de route du Parti communiste français, elle n'y adhère pas. Elle assure différents reportages, notamment des comptes-rendus judiciaires et couvre le procès de Charles Maurras (24-27 janvier 1945). Elle travaille ensuite au journal Paris-Presse où elle dirige le service de la politique étrangère. Comme journaliste, elle continue de se passionner pour les faits divers et les affaires criminelles et se lie d'amitié avec Michel Averlant qui lui apprendra le métier de l'édition et l'incitera à écrire.
Au début des années 1950, elle se décide à quitter le milieu du journalisme pour travailler dans celui de l'édition. Elle devient lectrice au Détective-club et collabore avec Frédéric Ditis. Elle écrit alors quelques romans policiers et une série d'espionnage sous le pseudonyme de Bruno Bax.
Elle travaille ensuite jusqu'à sa retraite comme directrice littéraire dans le sein des éditions J'ai lu où elle signe plusieurs traductions, notamment de romans policiers d'Ellery Queen, Hillary Waugh et John Creasey. Elle a également écrit des scripts pour la radio.

## Œuvre

### Romans policiers
- La Biche (1956)
- Pauvres petites crevettes (1957)
- La Puce à l'oreille (1957)
- Anguille sous roche (1958)
- Les Brebis tondues (1959)

#### Série d'espionnageHervé de Hersault, dit Hsignée Bruno Bax
- H et le Dossier 136 (1955)
- H et l'Opération corrector (1955)
- H et l'Espionne ingénue (1955)
- H et la Bouée baladeuse (1956)
- H et le Sous-marin volé (1956)
- H et la Petite Irlandaise (1956)
- H et l'Opération Manchot (1956)
- H contre le réseau Baleine (1957)
- H et le Hollandais volant (1957)
- H et l'Opération Fado (1957)
- H et la Dangereuse Africaine (1958)
- H et l'Opération mer libre (1959)
- H et le Dossier rouge (1959)
- H et l'Accusée de Varsovie (1959)
- Un coup de H (1959)
- Aurore mortelle (1959)
- Office de mort (1959
- La Bête fauve (1959)

## Adaptations

### À la radio
- 1958 : Deuil sur mesure, pièce radiophonique de Michel Averlant, réalisée par Pierre Billard, dans le cadre de la série Les Maîtres du mystère, d'après le roman La Puce à l'oreille de Geneviève Manceron

### À la télévision
- 1962 : The Deadlier Sex, épisode 25, saison 1, de la série télévisée américaine Le Gant de velours (The New Breed), réalisé par Joseph Pevney, d'après le roman La Biche de Geneviève Manceron, avec Leslie Nielsen

## Sources
- Jacques Baudou et Jean-Jacques Schleret, Les Métamorphoses de la chouette : Détective-club, Paris, Futuropolis, 1986 (ISBN 978-2-737-65488-6), p. 172.